# Casa Massaro

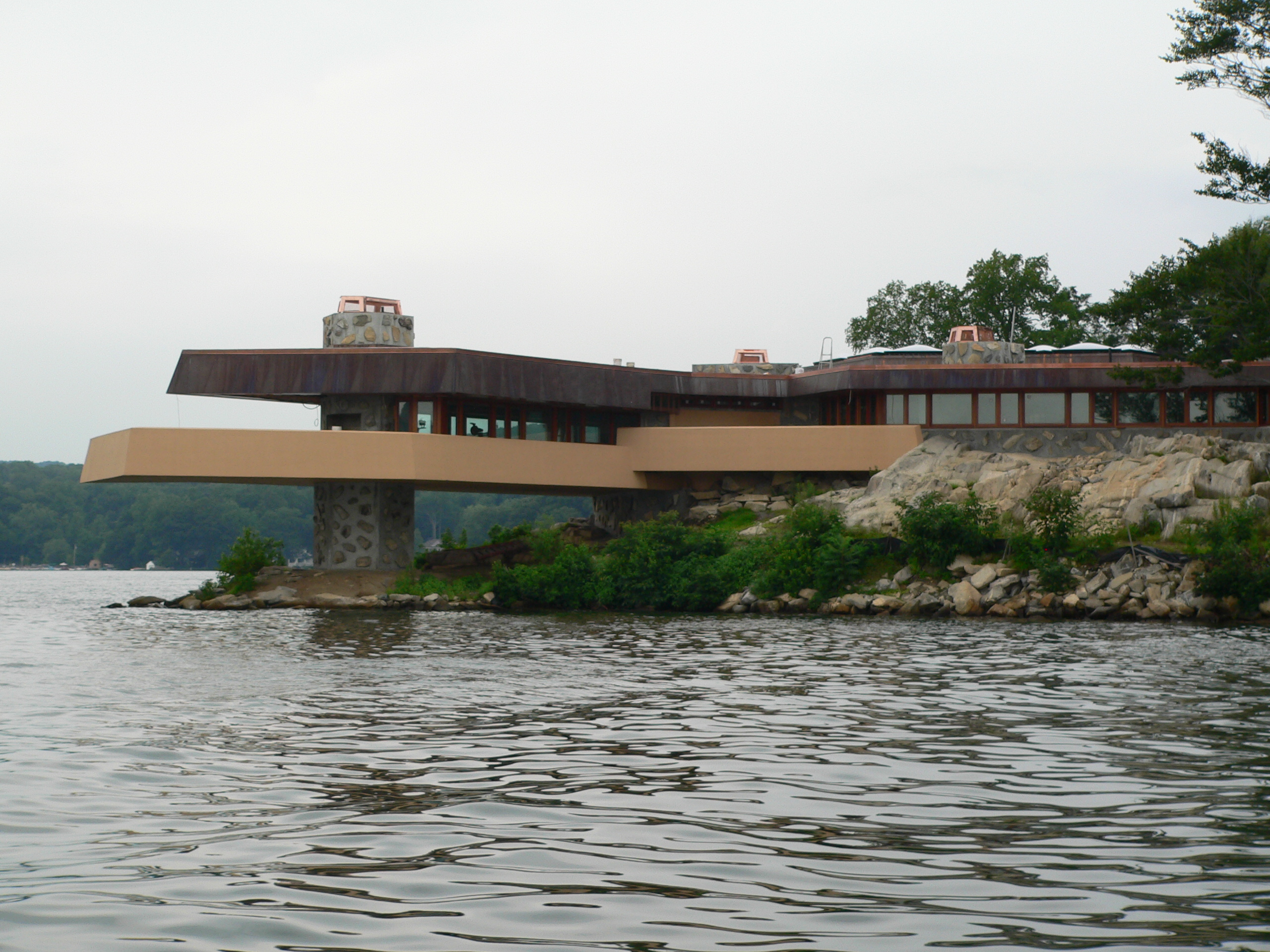
Casa Massaro, în original Massaro House, se găsește pe Petra Island, din Lake Mahopac, New York.

Massaro House, în română Casa Massaro, este o casă construită între 2003 și 2007 de către arhitectul american Thomas A. Heinz după design-ul unui proiect niciodată realizat de către arhitectul american Frank Lloyd Wright. Casa a fost construită pe insula proprietate privată, Petra Island, (câteodată ortografiată Petre Island) în apele lacului Lake Mahopac, New York, fiind numită după proprietarul său, Joseph Massaro, care, la rândul său, a fost puternic implicat în realizarea proiectului.

## Planurile originale
În 1949, Wright a primit o comandă din pertea inginerului A. K. Chahroudi de a construi o casă pe insula de aproximativ 4,5 hectare (sau 10 acri) care era proprietatea privată a acestuia. Ulterior, Chahroudi a afirmat că la întâlnirea de afaceri care ar fi avut loc în timpul unei mese avută în comun cu Frank Lloyd Wright și Edgar Kaufmann, proprietarul celebrei case Fallingwater, marele arhitect american ar fi afirmat adresându-se lui Kaufmann, "Când voi termina casa de pe insulă, aceasta o va întrece pe Fallingwater [a dumneavoastră].", conform originalului, "When I finish the house on the island, it will surpass your Fallingwater".
Desenele la care Wright a lucrat au concretizat, după circa trei luni de muncă, un proiect pentru o casă cu multiple nivele, cu aproximativ 450 m2 (sau 5,000 ft2) locuibili, dintre care cele trei dormitoare, cele două băi și camera de zi se află pe același nivel. În final, realizarea proiectului a fost stopată de Chahroudi atunci când acesta a realizat că nu va fi capabil să-și permită cei circa $ 50.000 (ai anului 1949), care ar fi urmat să reprezinte bugetul de realizare al acesteia. Totuși, în locul acestei somptupoase reședințe, Wright a proiectat în final o casă mult mai modestă, și mai "normală", acoperind circa 110 m2 (adică 1,200 sq ft) locuibili, care a și fost construită de Chahroudi pe insulă.

## Construcție
În 1991, Petra Island a fost cumpărată de Joseph Massaro, un fost contractor de oțel laminat. Intenția inițială a  noului proprietar fusese de a renova casa pe care Wright o proiectase în final pentru Chahroubi. După descoperirea planurilor originale, care fuseseră neterminate, proiectul lui Massaro s-a schimbat radical. Desenele proiectului casei inițiale deveniseră proprietatea lui Chahroudi (ca parte a angajării lui Wright), care le-a vândut, odată cu vinderea insulei Petra lui Joseph Massaro. Astfel, Massaro a devenit proprietarul de drept nu numai al insulei, dar și al drepturilor intelectuale ale proiectului niciodată realizat în trecut.
Toate desenele, schițele și planurile pe care Massaro le-a putut recupera, incluzând desenele mobilierului care urma să fie încorporat casei, la care s-au adăugat planurile ortografice și secțiuni ale viitoarei clădiri au fost oferite de Massaro arhitectului, restauratorului și specialistului în opera lui Frank Lloyd Wright, Thomas A. Heinz, pentru terminarea și realizarea proiectului.
Designul lui Heinz a oferit și soluții de încălzire și răcire care sunt ale sale, fiind moderne, dar nefiind parte a conceptului original a lui Wright, așa cum sunt aerul condiționat și încălzirea radială. De asemenea, Heinz a adăugat "pălării de protecție" pentru cele șase cămine ale casei știut fiind că Wright nu adăuga aceste elemente de protejare în proiectele sale.
Designul casei este "organic" încorporat topografiei insulei. O rocă masivă, înaltă de circa 4 metri și lungă de circa 18 metri formează exteriorul din dreptul intrării, în timp ce o altă rocă, mai mică, este parte integrantă a bucătăriei și a peretelui băii. Casa are ca elemente distinctive o punte care se extinde circa 8 metri deasupra lacului Mahopac, respectiv camera de zi de peste 6 metri lungime care este iluminată natural de cele 26 ferestre triunghiulare plasate la nivelul tavanului.
Massaro a vândut compania sa în anul 2000 și s-a concentrat pe crearea casei. Construcția a fost realizată între 2003 și 2007.

## Controverse
Throughout the construction, Massaro was in conflict with the Frank Lloyd Wright Foundation, which was established by the architect in 1940 to conserve his intellectual property. Massaro told interviewers that the foundation requested $450,000 to supervise the construction of the house. After Massaro hired Heinz, the foundation filed a lawsuit, which ended in a settlement that limited Massaro to referring to the structure as being "inspired by Frank Lloyd Wright".
To date, the foundation refuses to recognize Massaro House as an official Frank Lloyd Wright creation. Philip Allsopp, the foundation’s chief executive office, has stated: “It’s not a Frank Lloyd Wright house, because it hasn’t been certified by the foundation.”
Yet in the Los Angeles Times, Massaro defended the Wright connection. “You hear these purists that talk about how no unbuilt Frank Lloyd Wright house should ever be built because Frank Lloyd Wright isn’t here anymore,” he said. “And then you take a look at this masterpiece of his – I’m sure Frank would rather have it built than not built at all."

## Statutul curent
Massaro House are statutul de locuință personală, fiind menținută astfel, dar nefiind deschisă publicului larg. Oricum, Massaro a afirmat că va face casa accesibilă pentru grupuri non-profit orientate spre acțiuni de caritate.